# 国道301号

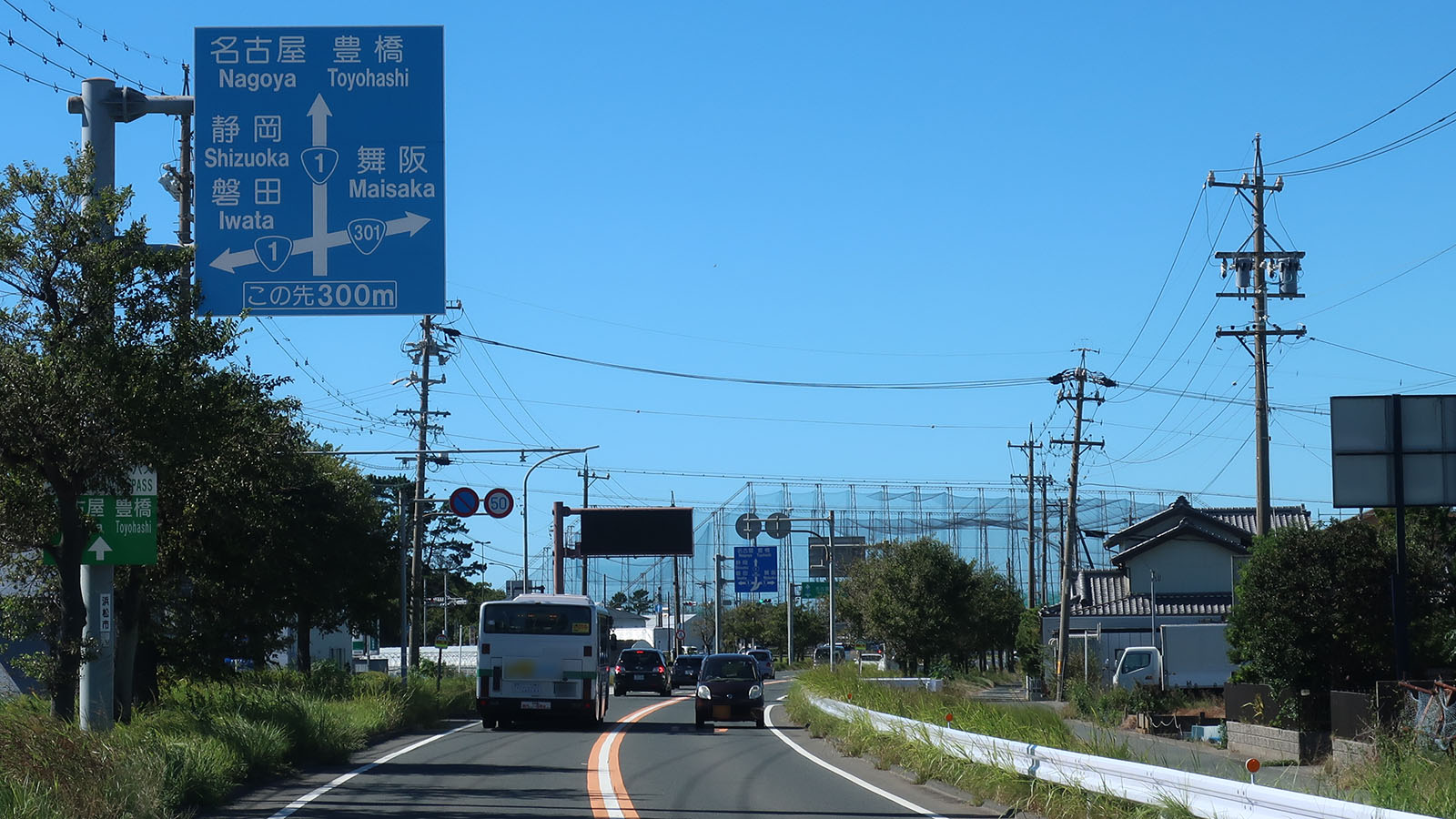
国道301号 起点
静岡県浜松市中央区 篠原交差点付近

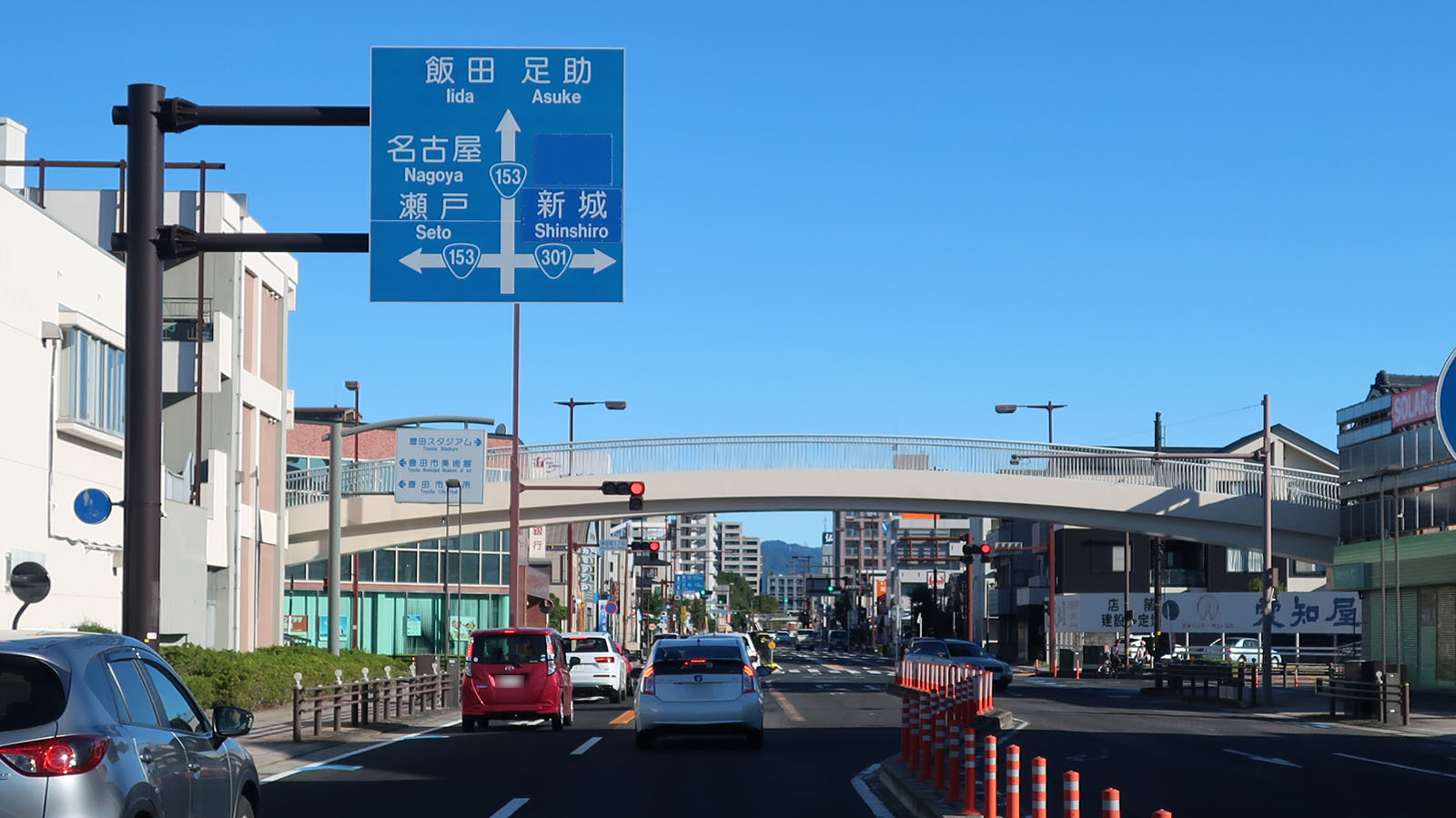
国道301号 終点
愛知県豊田市 挙母町1丁目交差点

国道301号（こくどう301ごう）は、静岡県浜松市中央区から浜名湖西岸、愛知県山間部を通り、愛知県豊田市に至る一般国道である。

## 概要

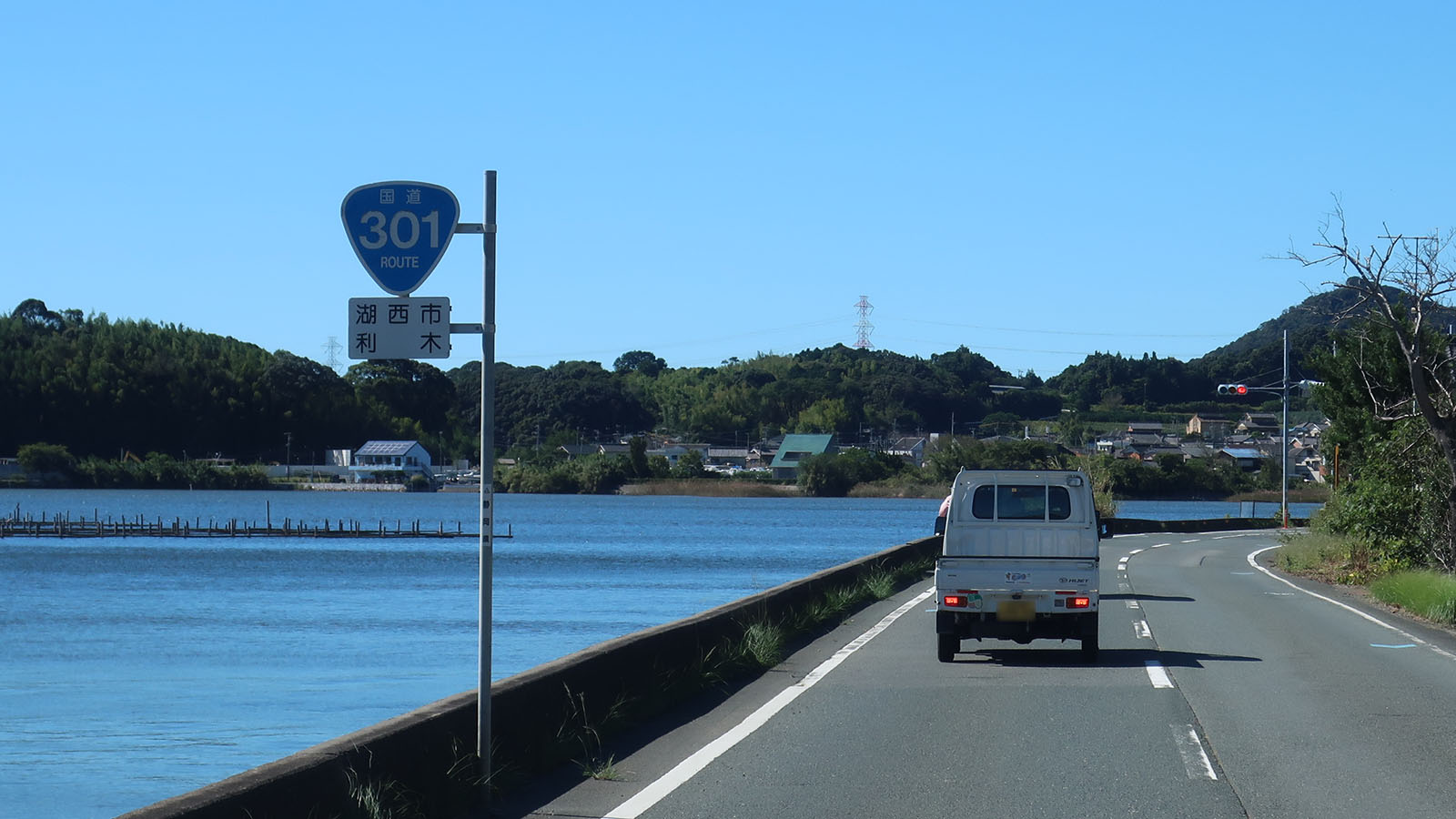
浜名湖西岸を走行する
静岡県湖西市利木

起点の浜松市中央区から、浜名湖の中にある弁天島や新居関所付近、浜名湖西岸などを経由して愛知県へと入り、その後、本宮山や巴山の東側を走行し豊田市に至る路線である。県境付近にある宇利峠など、山間部区間の多い路線のため、急勾配・急カーブの区間が複数存在する。岡崎市北東部の一部に狭路区間が残るが、その他の区間は2車線と比較的整備されている。

### 路線データ
一般国道の路線を指定する政令に基づく起終点および重要な経過地は次のとおり。
- 起点：浜松市（中央区、篠原交差点 = 国道1号交点、国道42号・国道257号起点）
- 終点：豊田市（挙母町1丁目 = 国道153号・国道248号交点）
- 重要な経過地：静岡県浜名郡新居町[注釈 2]・同県引佐郡三ケ日町[注釈 3]、新城市、愛知県東加茂郡下山村[注釈 4]
- 総延長 : 104.1 km（静岡県 17.7 km、浜松市 16.6 km、愛知県 69.8 km）重用延長を含む[2][注釈 5]
- 重用延長 : 1.5 km（静岡県 - km、浜松市 - km、愛知県 1.5 km）[2][注釈 5]
- 未供用延長 : なし[2][注釈 5]
- 実延長 : 102.7 km（静岡県 17.7 km、浜松市 16.6 km、愛知県 68.4 km）[2][注釈 5]
  - 現道 : 98.7 km（静岡県 16.5 km、浜松市 16.6 km、愛知県 65.6 km）[2][注釈 5]
  - 旧道 : 2.9 km（静岡県 0.1 km、浜松市 - km、愛知県 2.8 km）[2][注釈 5]
  - 新道 : 1.0 km（静岡県 1.0 km、浜松市 - km、愛知県 - km）[2][注釈 5]
- 指定区間：なし[3]

## 歴史
- 1970年（昭和45年）4月1日 - 一般国道301号（浜松市 - 豊田市）として指定施行[4]。

当時、静岡県浜松市 - 愛知県新城市(旧新城市)間は、国道257号、国道151号と重複。
- 1993年（平成5年）4月1日 - 重要な経由地を変更し、主要地方道（静岡県道・愛知県道）6号新城新居線を国道301号に格上げし、新城市以南で、三ケ日町、湖西市、新居町経由の区間に指定替[5][注釈 6]。
- 2016年（平成28年）4月1日 - 浜松市西区（現：中央区）篠原町の篠原交差点から湖西市新居町浜名の大倉戸I.C入口交差点までの区間が国道1号の指定から外れたため、篠原交差点から湖西市新居町新居の栄町交差点までの区間が国道1号との重複ではなく、国道301号単独となる[注釈 7]。ただし、浜松市が管理する浜松市内は方面及び距離の標識（106-A）の国道番号部分が修正されておらず、いまだに国道1号のままである。また、国道番号の標識（118-A）が1箇所も無い。なお、静岡県管理の湖西市内は修正済みであり、国道番号の標識も1箇所ではあるが設置されている[6]。
- 2018年（平成30年）3月26日 - 静岡県湖西市大知波 - 同市利木までの区間を結ぶ、利木バイパスが開通[7]。
- 2021年（令和3年）3月24日 - 松平バイパスの松平トンネルを含む区間（1.9 km）が開通[8][9][10]。

## 路線状況

### 通称
- 豊田東西線（豊田市）
- 挙母街道（豊田市、新城市）
- 大沼街道（岡崎市、豊田市）

### バイパス
- 利木バイパス（静岡県湖西市大知波 - 同市利木）

- 松平バイパス（愛知県豊田市大内町 - 同市松平志賀町）[10]

### 重複区間
- 国道362号（静岡県浜松市浜名区三ヶ日町三ヶ日・東天王交差点 - 浜松市浜名区・高橋交差点）
- 国道473号（愛知県豊田市黒坂町 - 岡崎市切山町）
- 愛知県道35号岡崎設楽線(愛知県岡崎市切山町下一色平〜新城市作手田原坂下・田原交差点)

### 道路施設

#### 主なトンネル
- 愛知県
  - 松平トンネル（豊田市）[10]

#### 道の駅
- 愛知県
  - つくで手作り村（新城市作手清岳）

## 地理

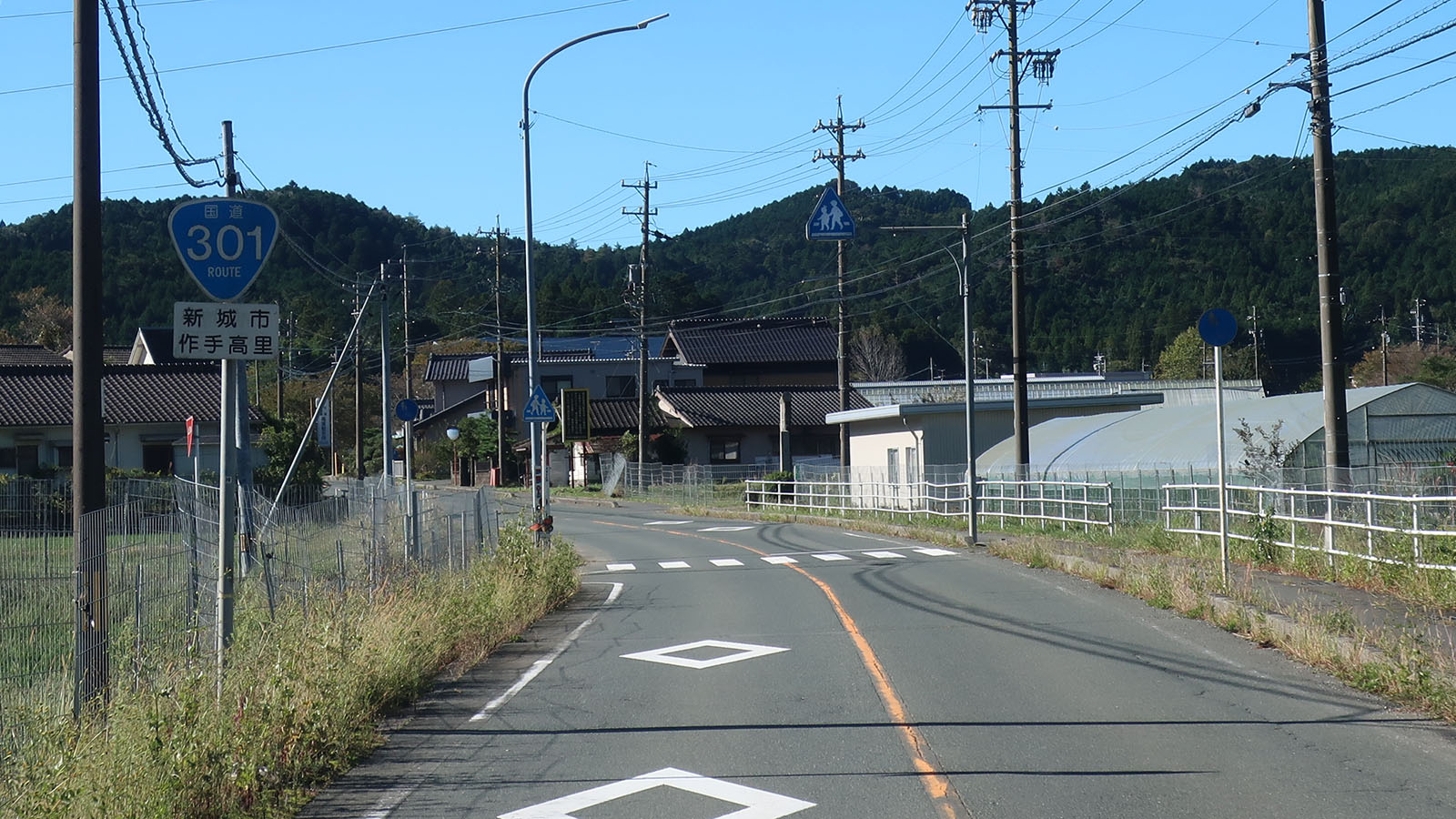
愛知県新城市作手高里（2019年10月）

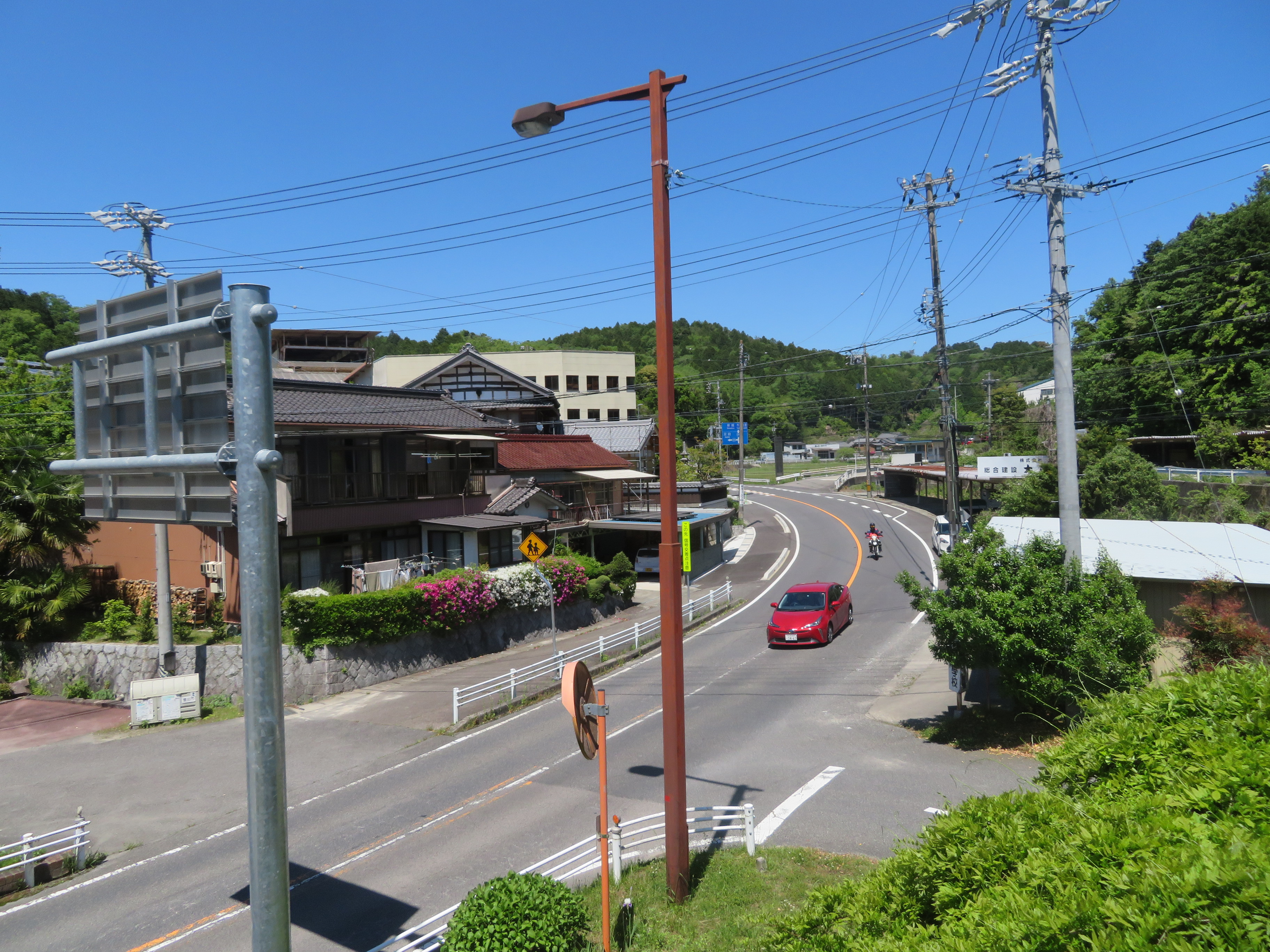
愛知県豊田市下山田代町（2020年5月）

### 通過する自治体
- 静岡県
  - 浜松市（中央区） - 湖西市 - 浜松市（浜名区）
- 愛知県
  - 新城市 - 岡崎市 - 豊田市

### 交差する道路
- 国道362号（浜松市浜名区三ヶ日町三ヶ日 東天王交差点 - 高橋交差点）
- 国道151号（新城市杉山北交差点）
- 国道473号（豊田市黒坂町 - 岡崎市切山町）
- 国道153号（豊田東西線、豊田南北線）（豊田市挙母町1丁目交差点）
- 国道248号（豊田南北線）（豊田市挙母町1丁目交差点）
- 東海環状自動車道 豊田松平IC（豊田市）

### 峠
- 静岡県
  - 宇利峠（浜松市浜名区 - 愛知県新城市）
- 愛知県
  - 和田峠（新城市）
  - 根引峠（豊田市）